# Mondjuweel
Een mondjuweel of mondsieraad is een sieraad of juweel dat, zoals de naam laat vermoeden, zich in, op of aan de mond bevindt. Het kan zich als tandjuweel in, op of aan een tand of meerdere tanden bevinden, als tongjuweel zich in, op of aan de tong of als lipjuweel zich in, op of aan de lip of beide lippen bevinden. Een voorbeeld van dit laatste is de zogenaamde jaguarsnor die door de Yanomamö-vrouwen als sieraad wordt gedragen. Ook andere piercings zoals de labret en medusa zijn  hierbij mogelijk.

## Tandjuweel
Bekende tandjuwelen zijn o.a. de grillz zoals die in de hiphopcultuur weleens opduiken en aangeboden worden door MR BLING (Las Vegas), GANSTAGOLD, Grills by Paul Wall (USA) of Toothfashion (NL). Een variant hierop vormt de Jewel-Smile zoals door Ju.Ma (Be) aangeboden.